# Platyseiella mumai
Platyseiella mumai är en spindeldjursart som beskrevs av Ray och Gupta 1981. Platyseiella mumai ingår i släktet Platyseiella och familjen Phytoseiidae. Inga underarter finns listade i Catalogue of Life.